# Karniowice (powiat krakowski)

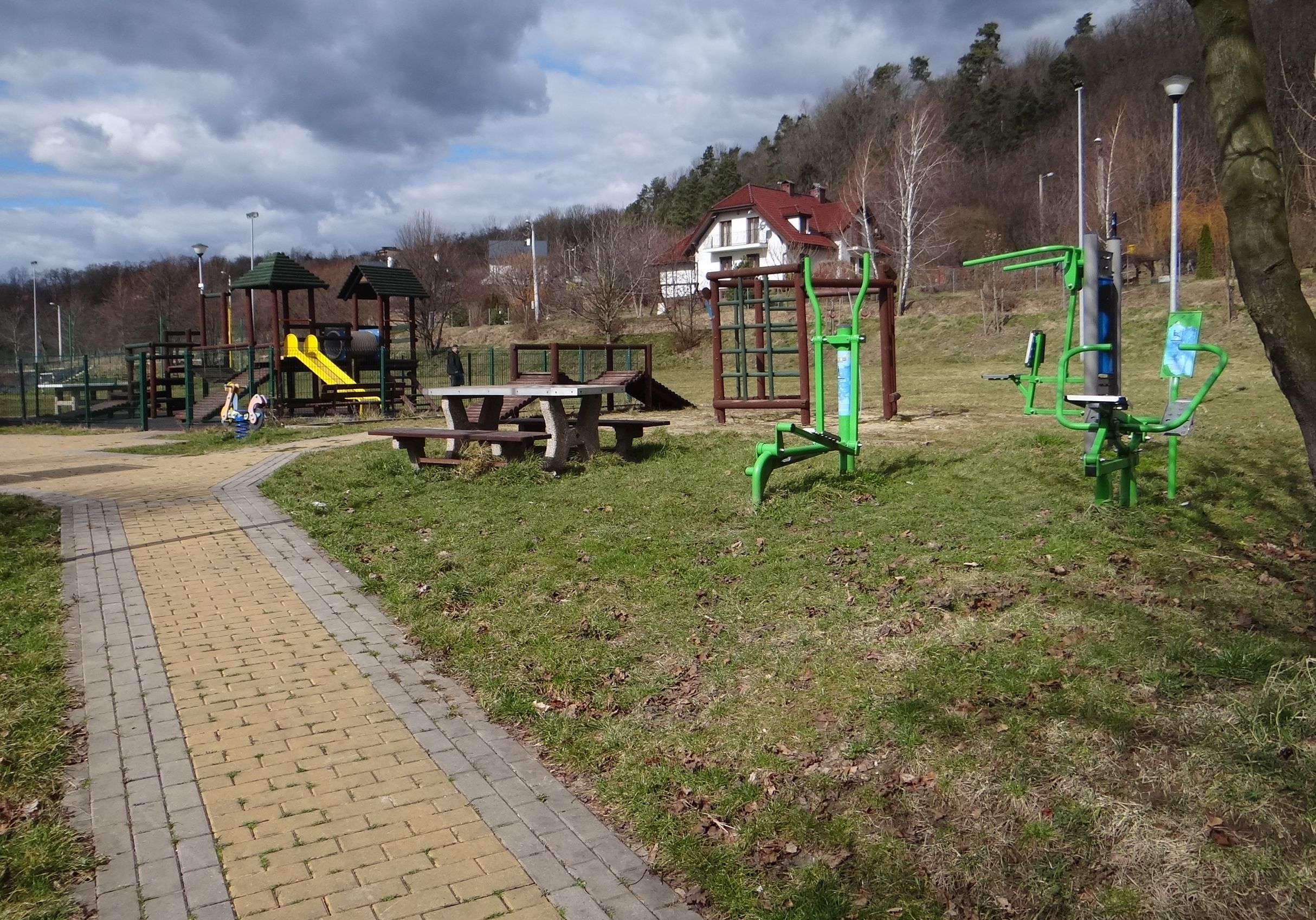

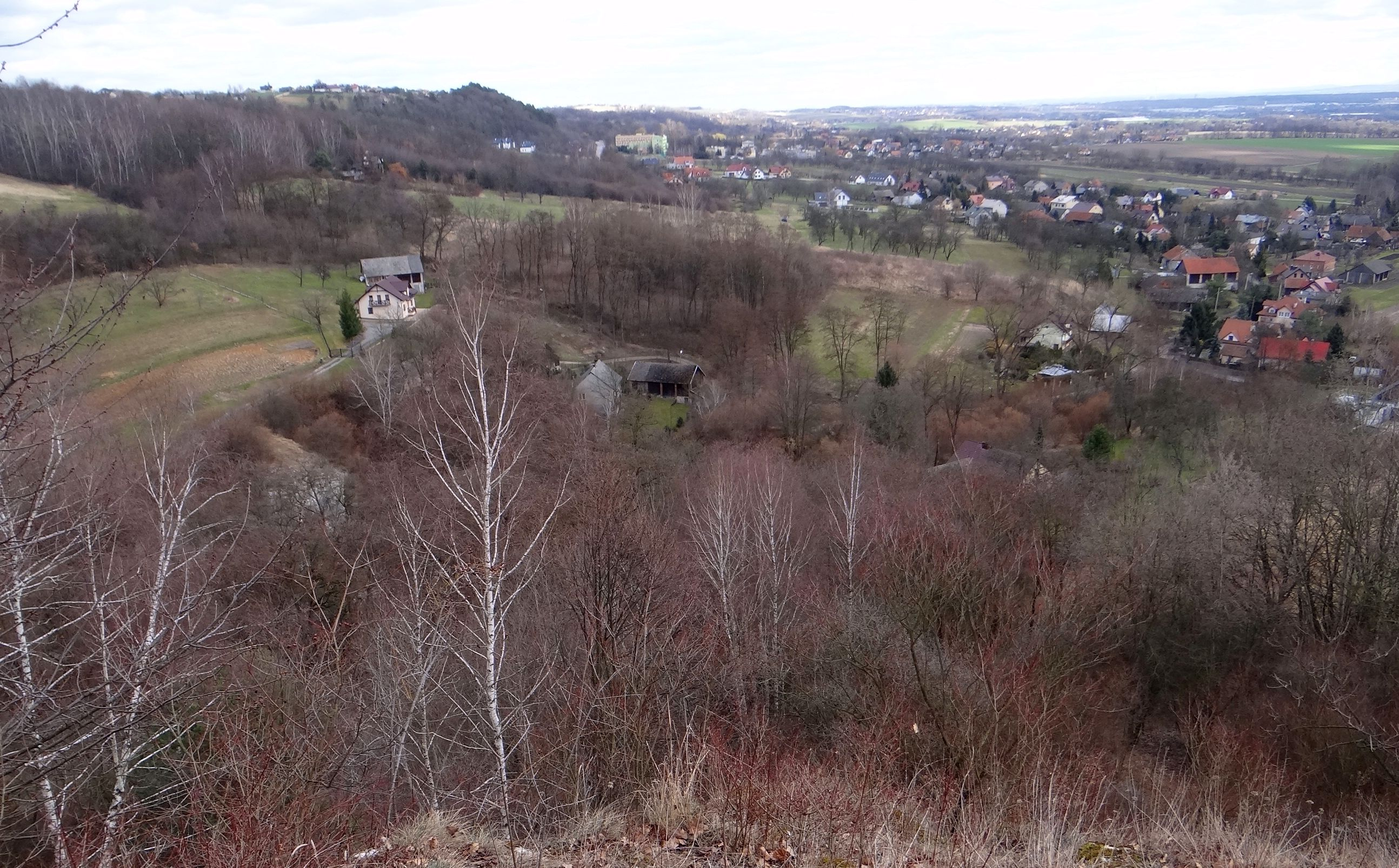
Karniowice i Kobylany

Karniowice – wieś w Polsce, położona w województwie małopolskim, w powiecie krakowskim, w gminie Zabierzów.
W latach 1975–1998 leżała w woj. krakowskim.

## Integralne części wsi
| SIMC    | Nazwa | Rodzaj    |
| ------- | ----- | --------- |
| 0343757 | Gaj   | część wsi |
| 0343763 | Góry  | część wsi |

## Historia
Pierwsza wzmianka o wsi pochodzi z roku 1286 kiedy to Karniowice były własnością książęcą. Po 1286 roku stały się własnością szlachecką, gdy Leszek Czarny nadał je w dziedziczne posiadanie Sułkowi z Niedźwiedzia herbu Stary Koń, kasztelanowi krakowskiemu.
Karniowice otrzymały wówczas liczne przywileje. W wypadku zatrzymania się księcia w Karniowicach, wieś była zobowiązana dać mu dawnym zwyczajem, miejsce pobytu, wóz i stróża. W sprawie między mieszkańcami o zabójstwo winni mieli być sądzeni w obecności księcia, z tym że kara za głowę należała do Sułka. Książę nadał też nowemu właścicielowi wsi prawo sądzenia mieszkańców i wyrokowania, jeśli zajdzie taka konieczność, przy pomocy pojedynku zwanego po polsku kije.
W 1440 roku Władysław Warneńczyk na prośbę Katarzyny z Melsztyna, wdowy po Mikołaju Białusze, przenosi na prawo magdeburskie jej wsie, w tym Karniowice.
W XV wieku Karniowice należały do dwóch właścicieli. Wiadomo, że w roku 1470 jedna część wsi była własnością kustosza kolegiaty św. Idziego w Krakowie. Druga część wsi w 1469 roku należała do Dobiesława Kmity z Wiśnicza, kasztelana lubelskiego. 12 maja 1624 roku dzięki staraniom dziedzica Karniowic Jerzego Pipana doktora medycyny i prawa, rajcy krakowskiego, lektora uniwersytetu krakowskiego i padewskiego poświęcono wybudowaną w ogrodzie na wzgórzu kaplicę pod wezwaniem św. Marii Magdaleny. W 1666 roku ks. Stanisław z Brzezia Wojeński kanonik krakowski ówczesny dziedzic z Karniowic odnowił kaplicę. Karniowice przechodziły później prawem sukcesji lub kupna do: Morsztynów, Ossolińskich, Meciszewskich i Bartynowskich. W 1836 roku kupił je Stanisław z Mieroszewic Miroszewski, były marszałek powiatu krakowskiego i poseł do rady państwa. Zastał on w kaplicy skład siana, a mszy św. już od kilkunastu lat nie odprawiano. Odnowił kaplicę, wewnątrz postawił posągi ewangelistów i nowy obraz Matki Boskiej Częstochowskiej. W 1860 roku uzyskał pozwolenie na odprawianie tam mszy św. W 1878 roku hrabia Sobiesław Mieroszewski postarał się o odnowienie odpustu, który corocznie odbywał się w dniu 18 listopada.

## Zabytki
Obiekty wpisane do rejestru zabytków nieruchomych województwa małopolskiego.
- Kaplica dworska pw. św. Marii Magdaleny;
- zespół dworski: dwór, park.

## Przyroda i turystyka
Karniowice położone są na południowych zboczach Wyżyny Olkuskiej i w Rowie Krzeszowickim rozdzielającym Wyżynę Olkuską od Garbu Tenczyńskiego. Północne tereny wsi ze względu na piękno krajobrazu i cenną przyrodę włączone zostały w obszar Parku Krajobrazowego Dolinki Krakowskie. Położenie miejscowości sprawia, że jest ona dobrym miejscem wypadowym do zwiedzania dwóch z nich: Bolechowickiej i Kobylańskiej. Wyloty tych dolin znajdują się w bezpośrednim sąsiedztwie wsi. Przebiegające przez miejscowość szlaki turystyki pieszej i rowerowej umożliwiają zwiedzenie również pozostałych, nieco dalej położonych dolin: Będkowskiej, Dolina Kluczwody, Doliny Szklarki i Doliny Racławki.

### Szlaki turystyczne
żółty – z Ojcowskiego Parku Narodowego przez górną część Doliny Kluczwody i Wierzchowie, Zelków, Dolinę Bolechowicką (w dół), Karniowice, Kobylany, Dolinę Kobylańską, Dolinę Będkowską, Dolinę Szklarki do Paczółtowic.
 rowerowy szlak brzozowy – z Zabierzowa przez Bolechowice, Karniowice, Dolinę Kobylańską (w górę), Krzemionkę, Zelków i przysiółek Gacki, tam szlak rozgałęzia się – możliwy jest powrót do Bolechowic lub przejazd do Ujazdu.
 zielony – z Bolechowic obok Bramy Bolechowickiej, przez Karniowice, Krzemionkę, przysiółek Kawiory, górną część Doliny Będkowskiej i Doliny Szklarki.

## Osiedle mieszkaniowe
Pod koniec lat 70. XX w. powstało osiedle mieszkaniowe przy ówczesnym Krakowskim Ośrodku Postępu Rolniczego (obecnie Małopolski Ośrodek Doradztwa Rolniczego). W byłym hotelu pracowniczym znajduje się obecnie Dom Opieki Społecznej. Do 2018 r. nosiło nazwę XXXV-lecia PRL, obecnie ulica Osiedlowa.